# 米歇爾·賈可比尼
米歇爾·賈可比尼（法語：Michel Giacobini，1873年9月10日—1938年3月6日）是一位法國天文學家。

## 貢獻
他發現了許多彗星，包括賈可比尼-秦諾彗星、41P/塔特爾-賈可比尼-克雷薩克彗星和賈可比尼彗星。賈可比尼彗星是他在1896年9月4日在尼斯發現的，但在不到7年後返回時卻沒有被看見，因此被認為是一顆失踪彗星，並被命名為D/1896 R2。 
2008年9月10日，業餘超新星獵人板垣公一和金田宏重新發現賈可比尼彗星，這是它第十七次回歸。

## 榮譽
1900年，他獲得拉朗德獎，並在尼斯天文台工作直至1910年，隨後要求調至巴黎天文台。1905年和1908年，他兩度榮獲法國科學院瓦爾茨獎。
1903年，賈可比尼獲得了法國天文學會最高榮譽朱爾·讓森獎（Prix Jules Janssen）。
小行星1756以米歇爾·賈可比尼命名。

## 外部連結
- Nice Observatory brief biography （法語）